# REVIVAL (Hilcrhymeのアルバム)
『REVIVAL』（リバイバル）は、Hilcrhymeが2015年3月25日にユニバーサルJから発売した6枚目のオリジナルアルバム。

## 概要
- 初回限定盤のみ、「New Era」のPVと『Documentary of『Hilcrhyme Tour 2015「イッタコトナイ。」』-Introduction Part 2-』を収録したDVDがつく。

## 収録曲
1. New Era（作詞：TOC、作曲：TOC & DJ KATSU） （4：15）
2. 続・押韻見聞録 -未踏-（作詞：TOC、作曲：TOC・Satoru Kurihara(Jazzin' park)・Singo Kubota(Jazzin'park)） （3：00）

Hilcrhyme TOUR 2015「イッタコトナイ。」 のツアーテーマソングとなった。
2ndアルバム収録曲の「押韻見聞録」の続編として作られた。
イッタコトナイツアーで行われた各会場で歌った時には「イッタコトナイあの街にフォーカス」の所を地名に変えて歌っている。
1. FLOWER BLOOM（作詞：TOC、作曲：TOC & DJ KATSU） （4：21）
  - 16thシングル
2. Spirit Of Love（作詞：Chiaki Fujita・Cat Gray、作曲：Chikuzen Sato） （4：12）
  - SING LIKE TALKINGのカヴァー曲。
3. 鼓動（作詞：TOC、作曲：TOC） （5：01）
4. YUKIDOKE（作詞：TOC、作曲：TOC & DJ KATSU） （4：02）
  - 17thシングル、日本テレビ系『ミュージックドラゴン』2月度オープニングテーマ曲。
5. The Woman In The Elevator（作詞：TOC、作曲：TOC & DJ KATSU） （3：50）
6. R2 (Instrumental) （4：38）
7. Summer Up（作詞：TOC、作曲：TOC & DJ KATSU） （5：04）
8. トラヴェルマシン (DJ KATSU Electro Remix) （4：55）

曲調がオリジナルバージョンと比べ少しEDM風になっている。HOOKが終わった後8小節ほどしたら2Verseが始まる。
ライブではボーカルにエフェクトを使っている。